# Trachystreptus cambaloides
Trachystreptus cambaloides är en mångfotingart som beskrevs av Cook 1895. Trachystreptus cambaloides ingår i släktet Trachystreptus och familjen Spirostreptidae. Inga underarter finns listade i Catalogue of Life.